# 铁炉寺
铁炉寺坐落在中国湖南省长沙市开福区捞刀河街道汉回村，是一座汉传佛教临济宗寺院。铁炉寺是尼寺。

## 沿革
铁炉寺的修建年代不详。寺内有两棵枝繁叶茂的古茶树，传说茶树是南宋建炎四年至绍兴五年（1130—1335年）钟相、杨么起义时，岳飞出兵洞庭湖一带，路过此地时亲手种植。
1931年，寺院改为尼寺。
1949年，中华人民共和国建立，铁炉寺佛像被砸，比丘尼陆续被赶回原籍，宗教活动被迫终止。土地改革运动时，比丘尼复根、泉定、永证、了性、善成、善环6人分得了相应的山林土地。之后，泉定、了性去了长沙市工作，复度、正顺和其他比丘尼则和搬入寺院的农民共同居住。1954年之后，比丘尼靠劳动维持生活。1959年，“大跃进”时期，铁炉寺被拆三次，只留两间杂屋给复度、正顺居住，其他比丘尼返还原籍。1960年，复度圆寂，只剩下正顺一个比丘尼。1974年，长沙县人民政府决定将寺院拆除，泉定不忍心寺院法脉中断，请来比丘尼了证、培光陪伴正顺居住；永证拿出一生积蓄，同时请护法居士，阻止当地政府拆除铁炉寺。1976年，比丘佛明、比丘尼迪光、觉明来到寺院，沙弥尼晓忏拜了证为师。
1978年，中国共产党第十一届中央委员会第三次全体会议后，拨乱反正，宗教政策得到恢复和落实。1979年，农民搬出寺院，比丘尼开始重建寺院。1982年，比丘尼晓忏的主持下，用佛事收入和信徒的布施，陆续建成了大雄宝殿、念佛堂、寮房和杂屋十几间，同时新塑了泥质鎏金佛像。1983年，暴雨摧毁了去年刚刚新建的佛殿和其他房间。比丘尼晓忏发愿重建寺院，得到开福寺比丘尼、当地信徒、香港果性法师和慈愍法师、台湾法智法师和唯一法师的资助，再度重建了佛殿和其他房间。1995年，晓忏举行了佛像开光典礼。

## 伽蓝
牌坊、山门、天王殿、大雄宝殿、琉璃宝殿、念佛堂、清规堂、香积厨、斋堂、息心所、海会塔、寮房、僧人墓塔等。
- 僧人墓塔，曹洞宗僧人百祥和尚、百隆堂十三世祖上南泉清太和尚。

## 周边建筑
- 汉回村清真寺